# Admin.ch

«Corporate Design Bund»

admin.ch («Admin» als Kurzform von «Administration») ist die Website der Schweizer Bundesverwaltung (französisch administration fédérale). Sie ist in den vier Amtssprachen der Schweiz Deutsch, Französisch, Italienisch und Rätoromanisch sowie teilweise auf Englisch verfügbar und wird von der Sektion Kommunikation der Bundeskanzlei koordiniert.
Die Behörden der Bundesverwaltung der Schweizerischen Eidgenossenschaft sind über dieses Portal zugänglich: Bundesrat (Regierung), Departemente (Ministerien) – die Eidgenössischen Departemente für auswärtige Angelegenheiten (EDA), des Innern (EDI), das Justiz- und Polizeidepartement (EJPD), für Verteidigung, Bevölkerungsschutz und Sport (VBS), das Finanzdepartement (EFD), für Wirtschaft, Bildung und Forschung (WBF), für Umwelt, Verkehr, Energie und Kommunikation (UVEK) – und Ämter der Bundesverwaltung.
Über das Portal werden e-Government und e-Administration zur Verfügung gestellt, des Weiteren Angebote wie die Systematische Sammlung des Bundesrechts, Informationen zu Wahlen und Abstimmungen, Vernehmlassungs- und Anhörungsverfahren.
Die Domain admin.ch umfasst Websites wie das Portal Statistik Schweiz, das Schweizerische Literaturarchiv, das Portal Kleine und mittlere Unternehmen und anderes.
Eigene Websites haben die Bundesversammlung (parlament.ch) und die Bundesgerichte (Bundesgericht, Bundesstrafgericht und Bundesverwaltungsgericht).
Unter gov.ch besteht im Zusammenhang mit dem Instagram-Konto des Bundesrats @gov.ch eine Weiterleitung auf das Portal der Schweizer Regierung als Unterseite von admin.ch.